# 10137 Фукідід
10137 Фукідід (10137 Thucydides) — астероїд головного поясу, відкритий 15 серпня 1993 року.
Тіссеранів параметр щодо Юпітера — 3,450.
Названо на честь Фукідіда, (рідко Тукідід) (грец. Θουκυδίδης, близько 460 до н. е.— близько 396 до н. е.) — давньогрецького історика, автора основ історичної критики.